# 杨廷栋 (企业家)
楊廷棟（1960年—），出生於江蘇省淮安市。現任江蘇洋河酒廠股份有限公司董事長。
他在2002年加入洋河酒廠管理層前，他曾在淮阴师范学院畢業，之後一直在政府機關工作，也就是江苏省泗阳县常务副县长，到了1998年，楊廷棟便開始加入管理酒業生涯，在工作餘時，便在南京大学学习工商管理。
直至在2009年，他們一手改股份制的公司，成功在深圳證券交易所上市。

## 外部連結
- 杨廷栋的致富经历 富豪網[永久]